# Newport (kommun)
Newport (officiellt namn på engelska: City and County Borough of Newport samt på kymriska: Dinas a Bwrdeistref Sirol Casnewydd)  är en kommun i Storbritannien. Den ligger i riksdelen Wales, i den södra delen av landet, 200 km väster om huvudstaden London. Antalet invånare är 145 736 (2011). Arean är 190 kvadratkilometer. Distriktet upprättades den 1 april 1974 genom att county borough Newport, stadsdistriktet Caerleon slogs ihop med del av landsdistriktet Magor and St Mellons. År 1996 ombildades det till kommun.

## Större orter
Kommunen består till största delen av staden Newport med cirka 128 000 invånare.
Bland övriga orter kan nämnas:
- Caerleon
- Marshfield

## Administrativ indelning
Newport delas in i:

- Allt-yr-yn
- Alway
- Beechwood
- Bettws
- Bishton
- Caerleon
- Coedkernew
- Gaer
- Goldcliff
- Graig
- Langstone
- Liswerry
- Llanvaches
- Llanwern
- Malpas
- Marshfield
- Michaelstone-y-Fedw
- Nash
- Penhow
- Pillgwenlly
- Redwick
- Ringland
- Rogerstone
- Shaftesbury
- St. Julians
- Stow Hill
- Tredegar Park
- Victoria
- Wentlooge